# Devario regina
Devario regina és una espècie de peix cipriniforme de la família dels ciprínids.

## Morfologia
Els mascles poden assolir els 7,8 cm de longitud total.

## Distribució geogràfica
Es troba a l'Índia, Myanmar, Tailàndia i el nord-oest de Malàisia, incloent-hi el riu Mekong.